# Wolfgang Lehr
Wolfgang Lehr (* 22. Januar 1921 in Frankfurt am Main; † 14. Mai 2012 ebenda) war ein deutscher Jurist. Er war Intendant des Hessischen Rundfunks.

## Leben und Wirken
Lehr wurde als Sohn des Kaufmanns Albert Lehr und seiner Frau Anna geboren. Er schuf ab 1938 eine wöchentliche Beilage im Wetzlarer Anzeiger mit dem Titel „Hier spricht der Pimpf“. Lehr beantragte Juni 1940 die Aufnahme in die NSDAP, war Mitglied im NS-Studentenbund und dort Kulturstellenleiter der Kameradschaft „Rehau“ in Frankfurt. Er studierte an den Universitäten von Frankfurt am Main und Berlin Rechts- und Wirtschaftswissenschaften und legte 1941 das Referendarexamen ab.
Nach dem Kriegsdienst schloss er sein Studium mit dem Zweiten Staatsexamen ab. 1950 trat er unter Eberhard Beckmann in den Dienst des Hessischen Rundfunks. Bereits 1951 wurde er Leiter der Rechtsabteilung, später auch Justitiar und Personalleiter. 1972 wurde er zum stellvertretenden Intendanten berufen. Als der Intendant Werner Hess aus Altersgründen ausschied, berief der Rundfunkrat den parteilosen Lehr im November 1980 zum Nachfolger.
Lehr trat sein Amt als Intendant des Hessischen Rundfunks am 5. April 1981 an. In seiner Amtszeit wurde das Fernsehprogramm des HR weiterentwickelt, das ab 1983 unter dem Namen Hessen Drei ausgestrahlt wurde. Ebenso wurde das vierte Hörfunkprogramm hr4 konzipiert, das 1986 an den Start ging. Er wirkte außerdem in zahlreichen Gremien der ARD und vertrat die Sendergemeinschaft in der juristischen Kommission der Europäischen Rundfunkunion (EBU). 1985 war er Chefunterhändler von ARD und ZDF, die mit einer Kommission des Deutschen Fußball-Bundes über die Senderechte der öffentlich-rechtlichen Anstalten verhandelten.
Lehr blieb bis zur Altersgrenze Intendant. 1986 wurde Hartwig Kelm zu seinem Nachfolger gewählt. Zu seinem Abschied wurde ihm das Große Bundesverdienstkreuz „für seine besonderen Leistungen beim Aufbau des öffentlich-rechtlichen Rundfunks und der Verteidigung seiner Unabhängigkeit“ überreicht.

## Schriften
- Wolfgang Lehr, Wolfgang, Klaus Berg: Rundfunk Und Presse in Deutschland. Rechtsgrundlagen der Massenmedien. Von Hase & Koehler, Mainz, 1971; ISBN 3-77580909-0
- Arbeitsgemeinschaft der Öffentlich-rechtlichen Rundfunkanstalten der Bundesrepublik Deutschland (ARD): Rundfunkanstalten und Tageszeitungen. Eine Materialsammlung. Untersuchungsergebnisse und Empfehlungen. Dokumentation 5. Von Hase & Koehler, Mainz, 1969; DNB 457987995
- Wolfgang Lehr, Miroslav Barták (Zeichnungen): Televisionen: ein Medium im Zerrspiegel. Eigenverlag W. Lehr, Frankfurt am Main, 1970; DNB 949525936